# Armand Thewis
Armand Thewis, né le 18 avril 1893 à Gelinden, section de la commune de Saint-Trond, et mort le 14 janvier 1960 à Waterschei, section de la commune de Genk, est un coureur cycliste belge, en activité de 1914 à 1927,.

## Palmarès
- 1914
  -  Champion de Belgique de cyclisme sur route Indépendant
  - Bruxelles-Esneux
- 1920
  - Tour de Belgique indépendants
- 1924
  - 2e de Liège-Malmédy-Liège
- 1925
  - Bruxelles-Paris
  - Liège-Verdun-Liège
  - 2e de Paris-Calais
  - 3e du Circuit minier et métallurgique du Nord
- 1926
  - 2e du Tour de Corrèze

## Résultats sur le Tour de France
2 participations :
- 1921 : abandon à la 1re étape.
- 1924 : non partant à la 1re étape.